# Lista de prefeitos de Amaporã
Esta é a lista de prefeitos e vice-prefeitos do município de Amaporã, estado brasileiro de Paraná, desde as eleições de 2004.
| Nº | Nome                      | Imagem                               | Partido                                          | Vice-prefeito                                        | Início do mandato      | Fim do mandato                           | Observações                            |
| 1  | Terezinha Fumiko Yamakawa |                                      | Partido Popular Socialista PPS                   | Edson Moraes (PPS)                                   | 1° de janeiro de 2005  | 31 de dezembro de 2008                   | Prefeita eleita em sufrágio universal. |
| 2  | Mauro Lemos               |                                      | Partido dos Trabalhadores PT                     | Aldenir Fonseca (PMDB)                               | 1° de janeiro de 2009  | 31 de dezembro de 2012                   | Prefeito eleito em sufrágio universal. |
| 2  | Mauro Lemos               | Giulliano Alves Garcia Teixeira (PV) | Partido dos Trabalhadores PT                     | 1° de janeiro de 2013                                | 31 de dezembro de 2016 | Prefeito reeleito em sufrágio universal. |                                        |
| 3  | Terezinha Fumiko Yamakawa |                                      | Partido do Movimento Democrático Brasileiro PMDB | Henrique Wessler (PP)                                | 1° de janeiro de 2017  | 31 de dezembro de 2020                   | Prefeita eleita em sufrágio universal. |
| 4  | Mauro Lemos               |                                      | Partido dos Trabalhadores PT                     | Claudionor Lopes dos Santos "Cláudio da Saúde" (PSD) | 1° de janeiro de 2021  | 31 de dezembro de 2024                   | Prefeito eleito em sufrágio universal. |
| 5  | Marcos Marin              |                                      | Progressistas PP                                 | Edi de Oliveira Gomes (PSDB)                         | 1° de janeiro de 2025  | Atualidade                               | Prefeito eleito em sufrágio universal. |